# 安继文
安继文（1964年—），男，祖籍江苏无锡，生于江苏徐州，中国大陆企业家，中国共产党党员，全国机械工业劳动模范，目前担任淮海控股集团董事长兼党委书记，徐州市人大代表，徐州市工商联副主席。

## 荣誉
全国机械工业劳动模范、江苏省优秀企业家、江苏省实业强国功勋人物、中国优秀民营企业家、优秀中国特色社会主义事业建设者、中国经济发展突出贡献奖、全国十大经济新闻人物。

## 出版物
2016年12月，《安继文企业管理文集》一书由中国文化出版社出版发行。